# Sint-Amanduskapel (Sint-Amandsberg)

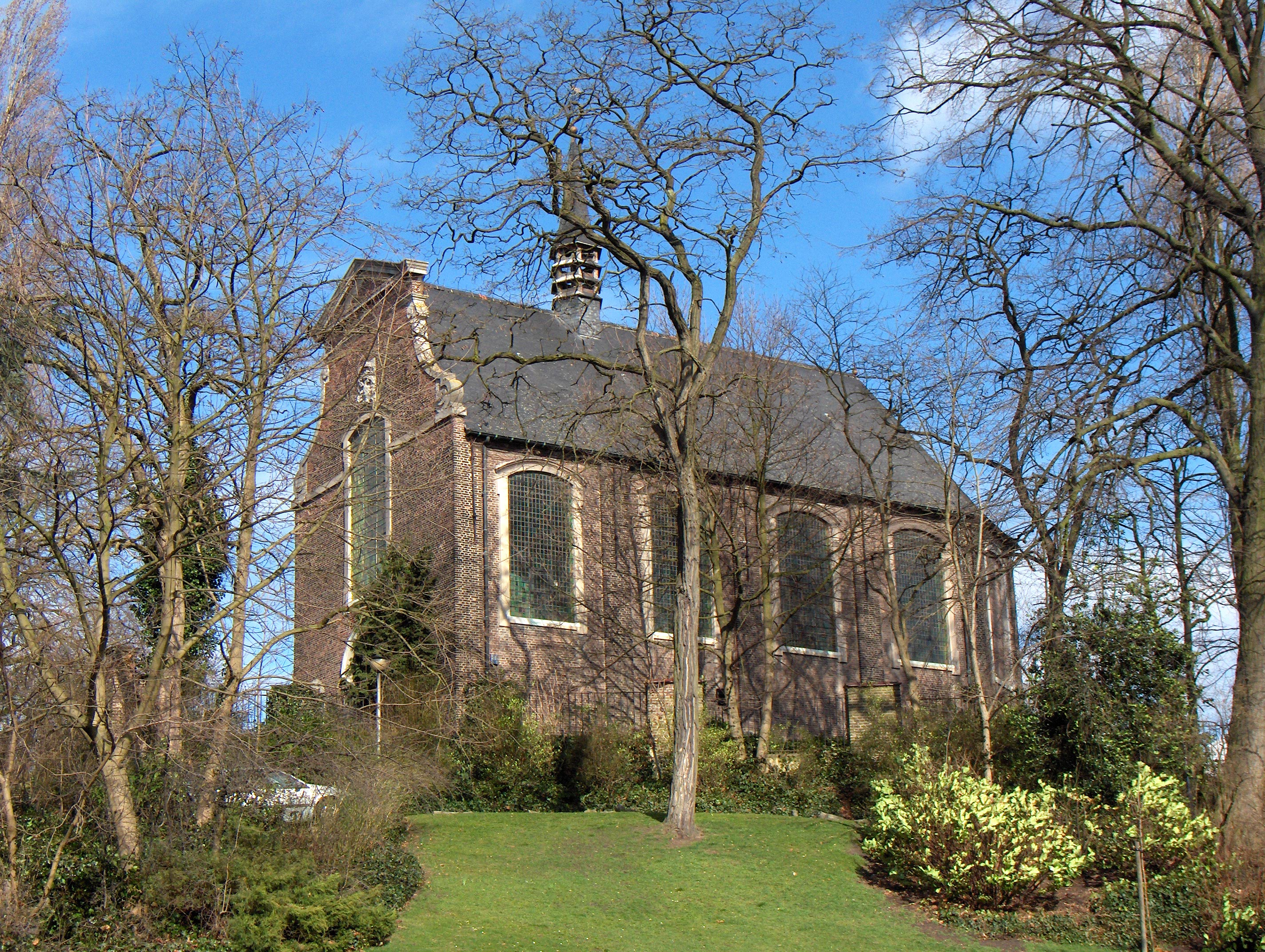
De Sint-Amanduskapel

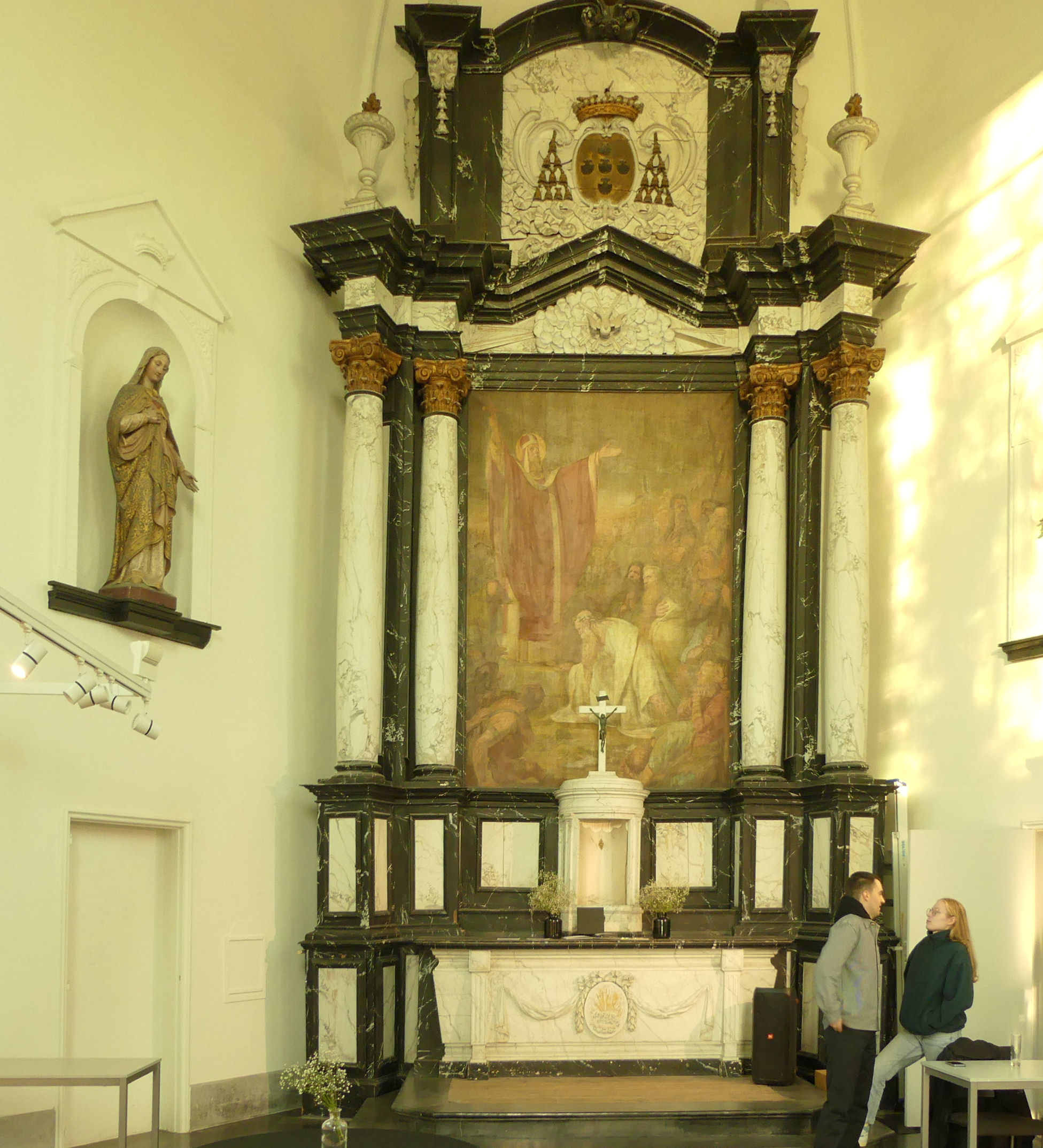
Altaar, met wapenschild van Mgr. Vander Noot.

De Sint-Amanduskapel is een kapel op de begraafplaats Campo Santo, op de Kapellenberg van de Gentse deelgemeente Sint-Amandsberg. De kapel is toegewijd aan de heilige Amandus.

## Architectuur en bouwgeschiedenis
Bij restauratiewerken in 1966 stootte men op een trede van een vroegere kapel, mogelijk uit de tweede helft van de 14e eeuw. Dit gebedshuis verdween in de periode tussen 1469 en 1568. Het zou de kapel zijn geweest van het hof van Zingem, een vroegmiddeleeuwse abdijhoeve en zeer oude woonkern (6e-7e eeuw) van Sint-Amandsberg die verdween in de 17e eeuw.
De huidige barokke kapel uit 1720-1721 werd gebouwd in opdracht van de Gentse bisschop Philips Erard van der Noot op de hoogste en enige duinheuvel van Sint-Amandsberg. Het gebedshuis heeft één beuk onder een leien dak met een kleine dakruiter (restauratie door architect Adrien Bressers). Tijdens de herstellingen verving men de Balegemse steen door witte Franse steen. Aan de zuidzijde is de klokgevel afgelijnd door een gelede architraaf met driehoekig fronton en een top die eindigt met voluten. De poort heeft de vorm van een rondboog, gesteund door neuten en imposten. Boven het steekboogvenster ziet men een gevelsteen met het gebeeldhouwd blazoen van bisschop van der Noot met zijn leuze ''Respice Finem'' (Denk aan het einde).
Het interieur doet al geruime tijd dienst als tentoonstellingsruimte. De kapel is sinds 1942 erkend als monument en maakt samen met het kerkhof Campo Santo deel uit van een beschermd stadsgezicht. Na restauratie werd de kapel opnieuw heropend in april 2018.